# Fajãzinha (Cabo Verde)
Fajãzinha es una localidad caboverdiana del municipio de Mosteiros.

## Geografía
La localidad está situada en la isla de Fogo.

## Organización territorial
La localidad abarca los lugares y barrios de:
- Achada Bongolon
- Atalaia Lopes
- Chã de Cruz